# BIND
BIND (of Berkeley Internet Name Domain) is de meest gebruikte DNS-server-software. De software werd ontwikkeld aan de Universiteit van Californië, Berkeley. Het project werd ondersteund en later overgenomen door het Internet Systems Consortium. Naast de daemon BIND bestaan ook de BIND-tools, waaronder nslookup, host en dig.

## Geschiedenis
De eerste versies van BIND werden begin jaren tachtig ontwikkeld door een viertal studenten van de Computer Systems Research Group op Berkeley. Het project werd gesponsord door DARPA en ondersteund door het genoemde ISC. Het werd al snel de de facto standaard voor DNS-servers in vele Unix-distributies. Het werd standaard meegeleverd met BSD maar later ook met de meeste andere distributies. Later zijn ook versies voor het Windows-besturingssysteem geschreven.

### Ontwikkelingen
De eerste versies van BIND werden ontwikkeld door de genoemde initiatiefnemers van Berkeley. Alle versies tot aan 4.8.3 werden ontwikkeld onder verantwoordelijkheid van de Computer Research Groep. Van 1985 tot 1987 werkte Kevin Dunlap aan BIND. Dunlap was in dienst van Digital Equipment Corporation en gedetacheerd aan de universiteit. Versies 4.9 en 4.9.1 werden uitgegeven door Digital Equipment Corporation, nu opgegaan in Hewlett Packard. DEC medewerker Paul Vixie was de projectleider van deze ontwikkelingen. Versie 4.9.2 werd uitgebracht door Vixie Enterprises. Vanaf versie 4.9.3 was de ontwikkeling in handen van Internet Systems Consortium (ISC) en werd financieel ondersteund door de sponsors van ISC. In 1997 kwam de eerste productie-rijpe versie van BIND 8 op de markt, de laatste versie voor versie 9, die geheel opnieuw ontwikkeld zou worden.

## BIND 9
Alle eerdere versies van BIND waren doorontwikkelingen van de vorige versie. Voor versie 9 is men echter geheel opnieuw gestart. BIND versie 9 is dus een compleet nieuw geschreven programma. De ontwikkeling werd mede bekostigd door Unix verkopers en het onderdeel DNSSec werd financieel ondersteund door het Amerikaanse leger. Ook de Nederlandse NLnet Foundation, opgericht met het geld dat de verkoop van de provider NLnet aan UUNet, ondersteunde de ontwikkeling van versie 9.
De eerste versie van BIND 9 kwam in 2000 beschikbaar. Inmiddels worden de versies 4.x en 8.x niet meer ondersteund. Dit betekent dat er geen patches of andere wijzigingen worden geschreven voor die versies.
Belangrijke eigenschappen vanaf versie 9.0.1 in BIND zijn onder andere:
- ondersteuning van DNSSec - de beveiligde versie van DNS-servers
- ondersteuning van IPv6 - vanwege de compleet nieuwe ontwikkeling is IPv6 volledig ondersteund
- enkele andere protocol-verbeteringen
- ondersteuning om met meerdere processoren (CPU's) te werken
- grotere schaalbaarheid van de DNS-server

## BIND 10
Aan de opvolger van BIND 9 werd geruime tijd gewerkt door ISC. De verrichtingen waren te volgen op de speciale ontwikkelaarswebsite. Maar het project flopte en het project werd gestopt. De broncode is nu beschikbaar onder de naam Bundy.